# Modelo independente de plataforma
Um PIM (Platform-independent Model - Modelo Independente de Plataforma) em engenharia de software é definido com um alto grau de abstração, independente de qualquer tipo de tecnologia. O PIM descreve o sistema de software de uma perspectiva que melhor represente o negócio sendo modelado. Segundo é a descrição de sistemas sem a apresentação da tecnologia que será usada na implementação. Este modelo é frequentemente utilizado na Arquitetura Dirigida a Modelos.
Este modelo é uma das visões da Engenharia orientada a Modelos, da OMG. A idéia principal é que seja possível a utilização de linguagens de transformação de modelos para a transformação do PIM em um ou mais PSM (Platform-specific model - Modelo Específico de Plataforma).